# Freiamt (Schwarzwald)

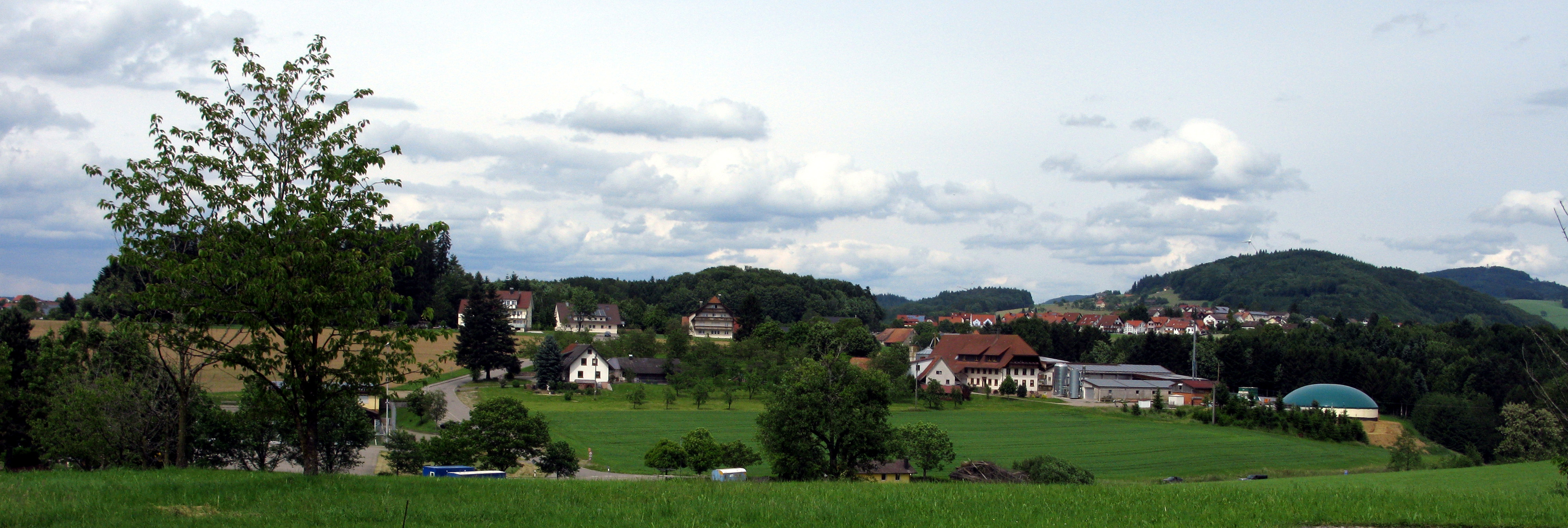
Freiamt

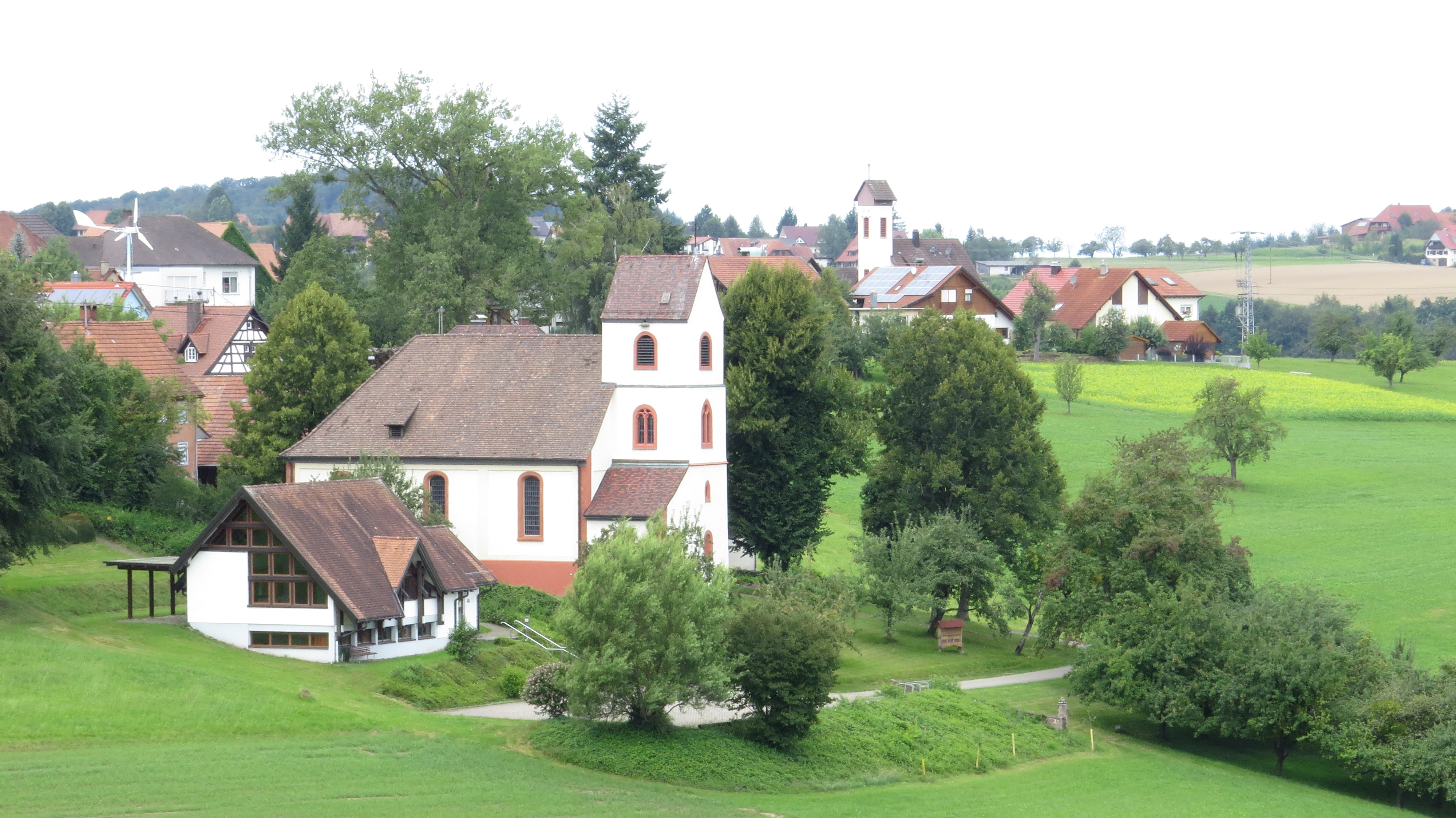
Ottoschwanden, Freiamt

Freiamt ist eine Gemeinde im Landkreis Emmendingen in Baden-Württemberg etwa 25 km nördlich von Freiburg im Breisgau.

## Geographie

### Geographische Lage
Freiamt liegt im Mittleren Schwarzwald in 255 bis 744 Meter Höhe. Auf dem Gemeindegebiet befindet sich der 744 Meter hohe Hünersedel.

### Geologie und Landschaft
Das Gemeindegebiet erstreckt sich zum einen Teil über das Grundgebirge des Mittleren Schwarzwaldes, zum anderen im Westen über dessen Vorbergzone. Eine Verwerfung, die das Freiamt von den Seilerhöfen im Süden über den Sägplatz bis zu den Hinterhöfen im Norden in nördlicher bis nordnordöstlicher Richtung durchquert, bildet die Trennlinie. An dieser Verwerfung, der sogenannten Hauptrandverwerfung, wurden bei der Entstehung des Oberrheingrabens Deckgebirgsschichten, die einst auch die benachbarten Schwarzwaldhöhen bedeckten, dort aber längst der Abtragung anheim gefallen sind, in die Tiefe versenkt, wo sie heute über der Rheinebene als Vorberge in Erscheinung treten oder, noch tiefer versenkt, unter den Schottern des Rheines und Tertiärsedimenten lagern.

#### Die Vorbergzone
Im Freiamtgebiet besteht die Vorbergzone aus Buntsandstein und Muschelkalk. In den Tälern bildet der Buntsandstein, welcher der Vogesensandstein-Formation zugeordnet wird, die Hänge, oben wird er von den Platten und Tonsteinen des oberen Buntsandsteins überlagert. Die Steinbrüche westlich der historischen Tennenbacher Kapelle und im Tennenbacher Tälchen geben einen Einblick in die Vogesensandstein-Formation. Über dem Buntsandstein breitet sich eine Decke von unterem Muschelkalk aus. (Die höheren Muschelkalkschichten sind bereits der Erosion zum Opfer gefallen.) Die Decke ist vielfach zerlappt, da sie durch die sich einschneidenden Bäche stark erodiert wurde. Die rodenden Bauern im Mittelalter bevorzugten diese Muschelkalkflächen. Mit ganz wenigen Ausnahmen (zum Beispiel Hohreute) befinden sich auf diesen die Siedlungen der Freiamt-Vorbergzone. Die Vorbergscholle auf der sich das Freiamt ausdehnt, ist verglichen mit dem Gebiet nördlich der Bleich, kaum zerbrochen. Im Osten vermitteln etwa parallel zur Hauptrandverwerfung streichende Verwerfungen den Übergang zum Grundgebirge.
Die Buntsandstein-Muschelkalklandschaft wird charakterisiert durch tiefe Täler mit recht steilen, bewaldeten Hängen und durch sanft gewellte agrarisch genutzte Hochflächen in 400–450 m Höhe, auf denen der Wald weitgehend zurückgedrängt ist. Es ist ein ausgeprägtes Streusiedlungsgebiet mit Weilern, Hofgruppen und Einzelhöfen. Dazu gesellen sich die in den letzten Jahrzehnten entstandenen Neubaugebiete.

#### Das Grundgebirge des Schwarzwaldes
Östlich der Hauptrandverwerfung besteht der Untergrund aus Gneis in unterschiedlicher Ausprägung. Genannt seien der sogenannte Flasergneis und der Gneis der Steinach-Formation, in die sich der Brettenbach sein Tal gegraben hat. Die Engtalstrecke oberhalb des Sägplatzes befindet sich allerdings im Buntsandstein der Vorbergzone. Im Gneisgebiet haben die Täler sanfter geböschte Hänge, zum Teil eine Talsohle. Das Relief ist hier unruhiger, kuppig. Wald und Grünland dominieren. Die Siedlungen reihen sich in den Tälern auf. Die höchste Erhebung, der Hünersedel (744 m) liegt im Gneisgebiet, im benachbarten Steinbruch der Hauri K.G. wird Quarzporphyr gebrochen, Material, das auf vulkanische Tätigkeit im Erdaltertum zurückgeht. Zahlreiche Erz- und Mineralgänge führten im Mittelalter und wieder im 18. Jahrhundert. zu einer regen Bergbautätigkeit auf Blei, Kupfer, Silber und andere Erze, aber auch auf Schwer- und Flussspat.  
Als Geotop sei der Felssockel der Ruine Keppenbach, der aus Flasergneis besteht. erwähnt. Alte Stollenmundlöcher und Pingen in der Nähe erinnern an den früheren Erzbergbau.

### Nachbargemeinden
Nachbargemeinden sind (im Uhrzeigersinn): Schuttertal (Ortenaukreis), Biederbach, Gutach im Breisgau, Waldkirch, Sexau, Emmendingen, Teningen, Malterdingen und Kenzingen.
Vom Freiämter Ortsteil Keppenbach aus besteht über die Passhöhe Gscheid eine Straßenverbindung zum im Elztal liegenden Gutach im Breisgau.

### Gemeindegliederung
Die Gemeinde Freiamt besteht aus den fünf Ortsteilen Ottoschwanden, Mußbach, Reichenbach, Keppenbach und Brettental. Insgesamt gehören zur Gemeinde 62 Dörfer, Weiler, Zinken, Höfe und Häuser. Die Ortschaften Reichenbach, Keppenbach und das Zentrum Ottoschwandens haben dörflichen Charakter. Mußbach und Brettental sind mehr durch verstreute Bauernhöfe und einzelne Siedlungsgebiete geprägt.
Im Gemeindeteil Freiamt liegen die abgegangenen Ortschaften Bromshart, Büttenkropf (mglw. mit Busengraben identisch), Gutenrode, Hagstal, Hofen, das möglicherweise in Keppenbach aufgegangen ist, Holinstein, Nordbrechtsberg, Schönnenbrunnen, Brettenhardt und Mutterstegenhof.

### Klima
|                        | Jan  | Feb  | Mär  | Apr  | Mai   | Jun   | Jul  | Aug  | Sep  | Okt  | Nov  | Dez  |   |       |
| Mittl. Temperatur (°C) | 0,1  | 1,6  | 4,8  | 8,4  | 12,6  | 15,8  | 18,0 | 17,5 | 14,6 | 9,9  | 4,5  | 1,3  | ⌀ | 9,1   |
|                        |      |      |      |      |       |       |      |      |      |      |      |      |   |       |
| Niederschlag (mm)      | 58,2 | 54,5 | 58,6 | 80,0 | 122,3 | 113,6 | 97,0 | 97,3 | 71,2 | 69,0 | 70,9 | 70,0 | Σ | 962,6 |
|                        |      |      |      |      |       |       |      |      |      |      |      |      |   |       |
| Sonnenstunden (h/d)    | 1,5  | 2,6  | 3,9  | 5,2  | 6,6   | 7,3   | 8,4  | 7,5  | 5,9  | 3,9  | 2,3  | 1,7  | ⌀ | 4,7   |

|  |

|  |

|  |

|  |

|  |

|  |

|  |

|  |

|  |

|  |

|  |

|  |

|  |

|  |

|  |

|  |

|  |

|  |

|  |

|  |

|  |

|  |

|  |

|  |

## Geschichte

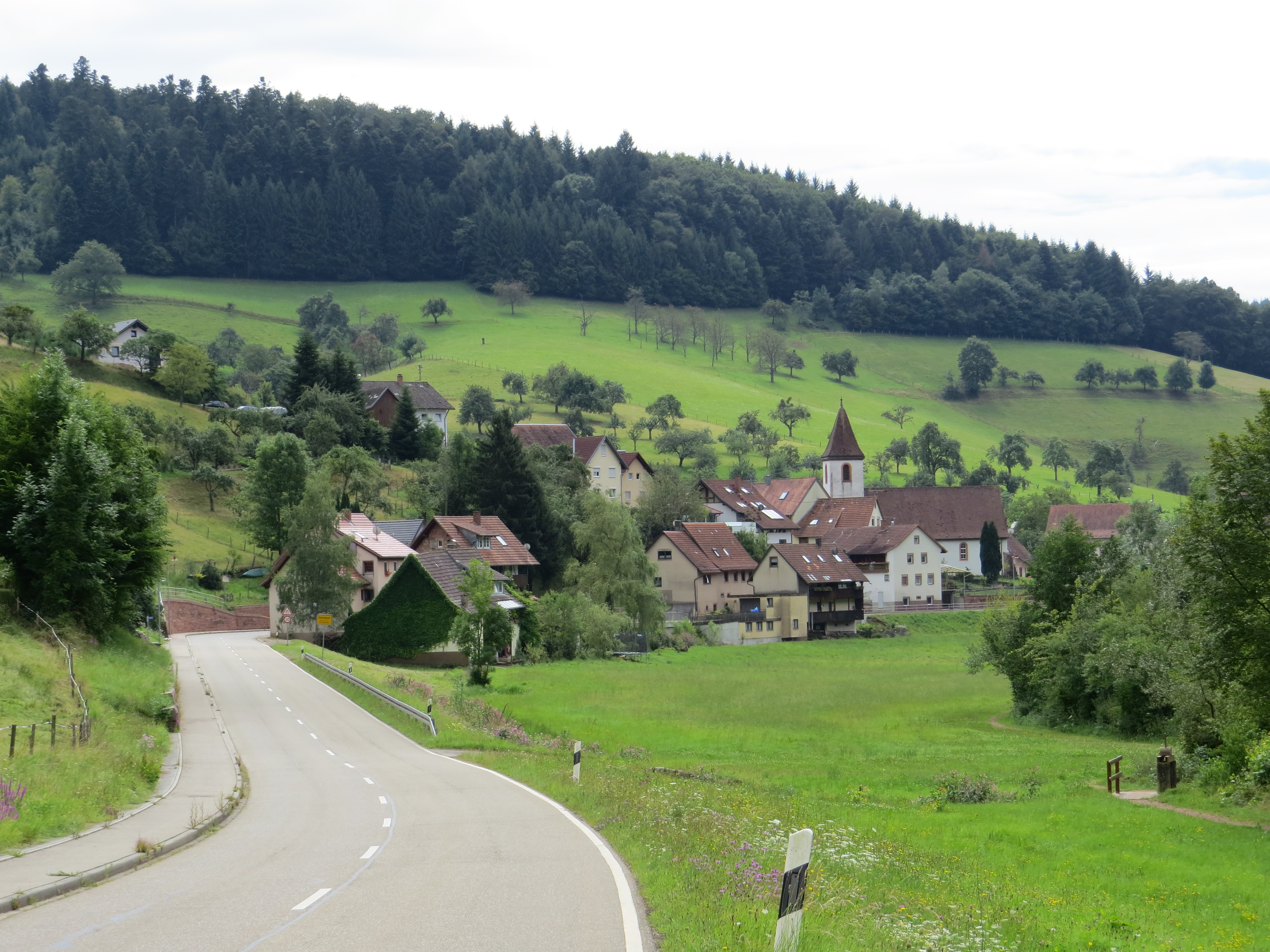
Reichenbach, Freiamt

Das Gebiet des heutigen Freiamt unterlag im Mittelalter dem Einfluss der drei Machtträger Herren von Keppenbach, Kloster Tennenbach und Markgrafen von Hachberg. Mit der Übernahme der Landgrafschaft Breisgau und der Vogtei über das Kloster Tennenbach setzten die Hachberger schließlich die Landesherrschaft durch. 1344 wurde Ottoschwanden vom Kloster Andlau an Hachberg verkauft, von 1356 bis 1386 waren Teile des heutigen Freiamt mit Zwing und Bann an Martin Malterer verpfändet. Mit dem Ende der Markgrafschaft Baden-Hachberg im Jahre 1415 kam das Gebiet des heutigen Freiamt an den badischen Markgrafen Bernhard I. und gehörte von da an zu allen badischen Nachfolgegebilden. 1952 ging es im neu gegründeten Bundesland Baden-Württemberg auf.
Die Gemeinde wurde am 1. Juli 1971 unter dem Namen Ottoschwanden-Freiamt durch den freiwilligen Zusammenschluss der Gemeinden Ottoschwanden und Freiamt gebildet und am 16. August 1972 in Freiamt umbenannt. Alt-Freiamt war im alten Land Baden flächenmäßig die zweitgrößte Gemeinde.

### Der Ortsname Ottoschwanden
Um die Wende zum 11. Jahrhundert zog ein Sippenführer Otto mit Untertanen auf die Hochebene und brandrodete den Wald. Durch dieses Roden mit Feuer entstand die Schwendung des Otto und über Otenswant das spätere Ottoschwanden.

## Religionen

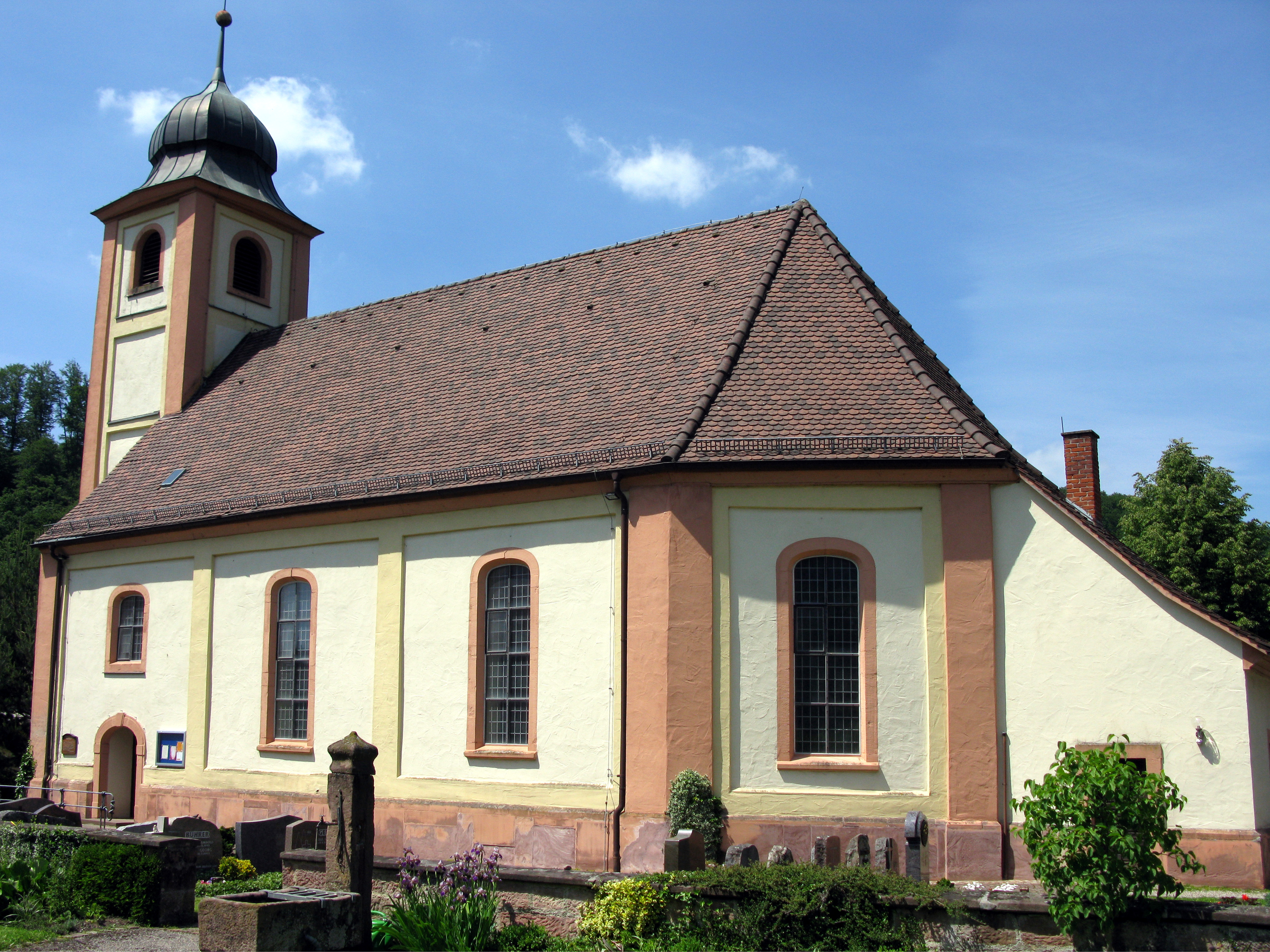
Ev. Kirche in Keppenbach

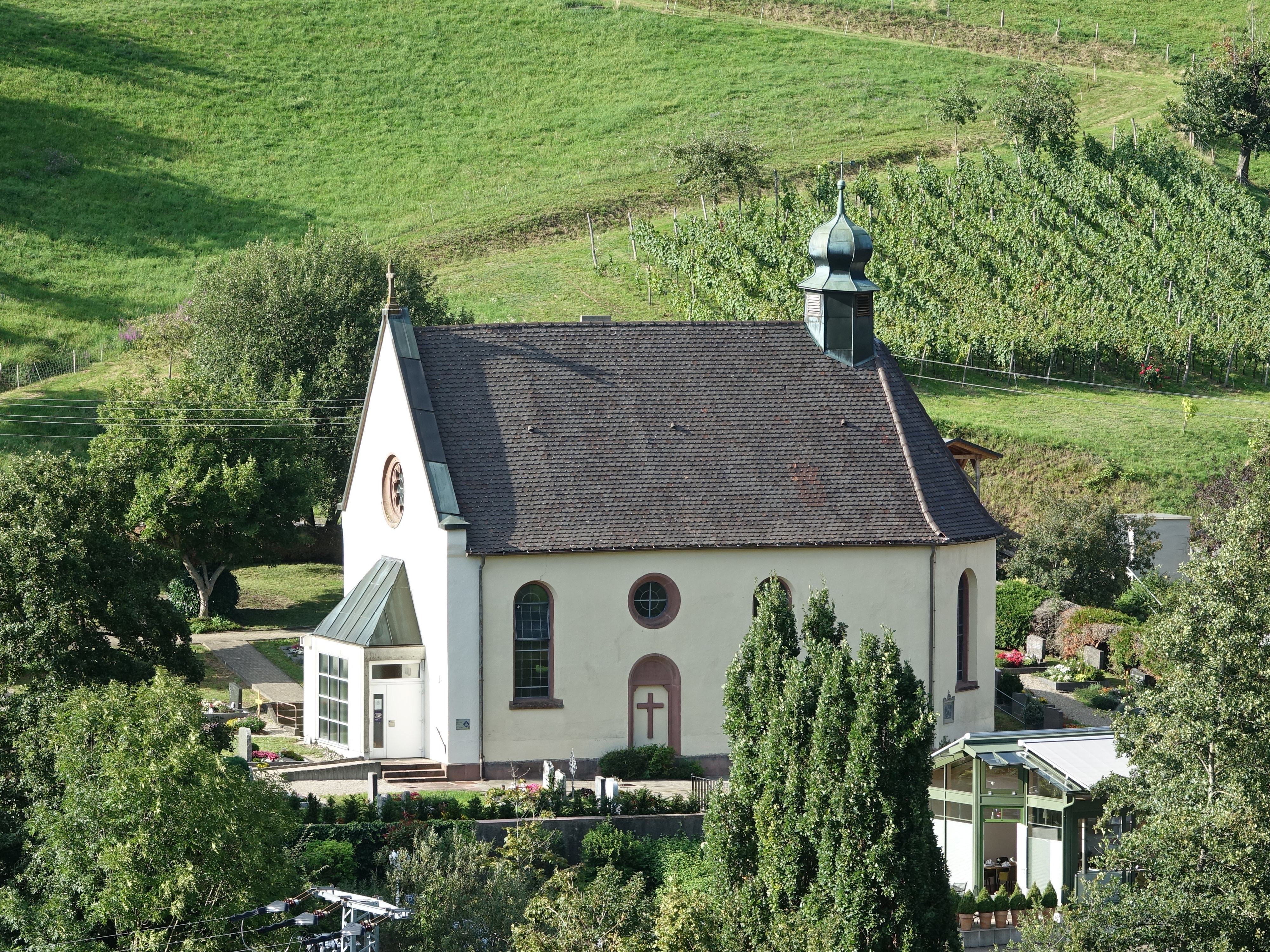
Ev. Kirche in Brettental

Im Hochberger Land, zu dem Freiamt und Ottoschwanden gehörten, wurde die Reformation 1556 eingeführt. Auch heute noch ist der Ort evangelisch geprägt. In Freiamt gibt es zwei Kirchengemeinden: Mußbach/Keppenbach/Reichenbach mit dem Gemeindezentrum in Mußbach sowie die Kirchengemeinde Ottoschwanden/Brettental, deren Schwerpunkt in Ottoschwanden liegt. Außerdem gibt es eine neuapostolische Gemeinde, die ihr Gemeindehaus im Ortsteil Mußbach (Eckacker) erbaut hat.
Am 1. Januar 2013 wurde die römisch-katholische Kirchengemeinde Emmendingen-Teningen errichtet, zu der – abgesehen von den Patienten der Klinikseelsorge – über 13.000 Katholiken in Emmendingen, Freiamt, Sexau und Teningen gehören.

## Politik

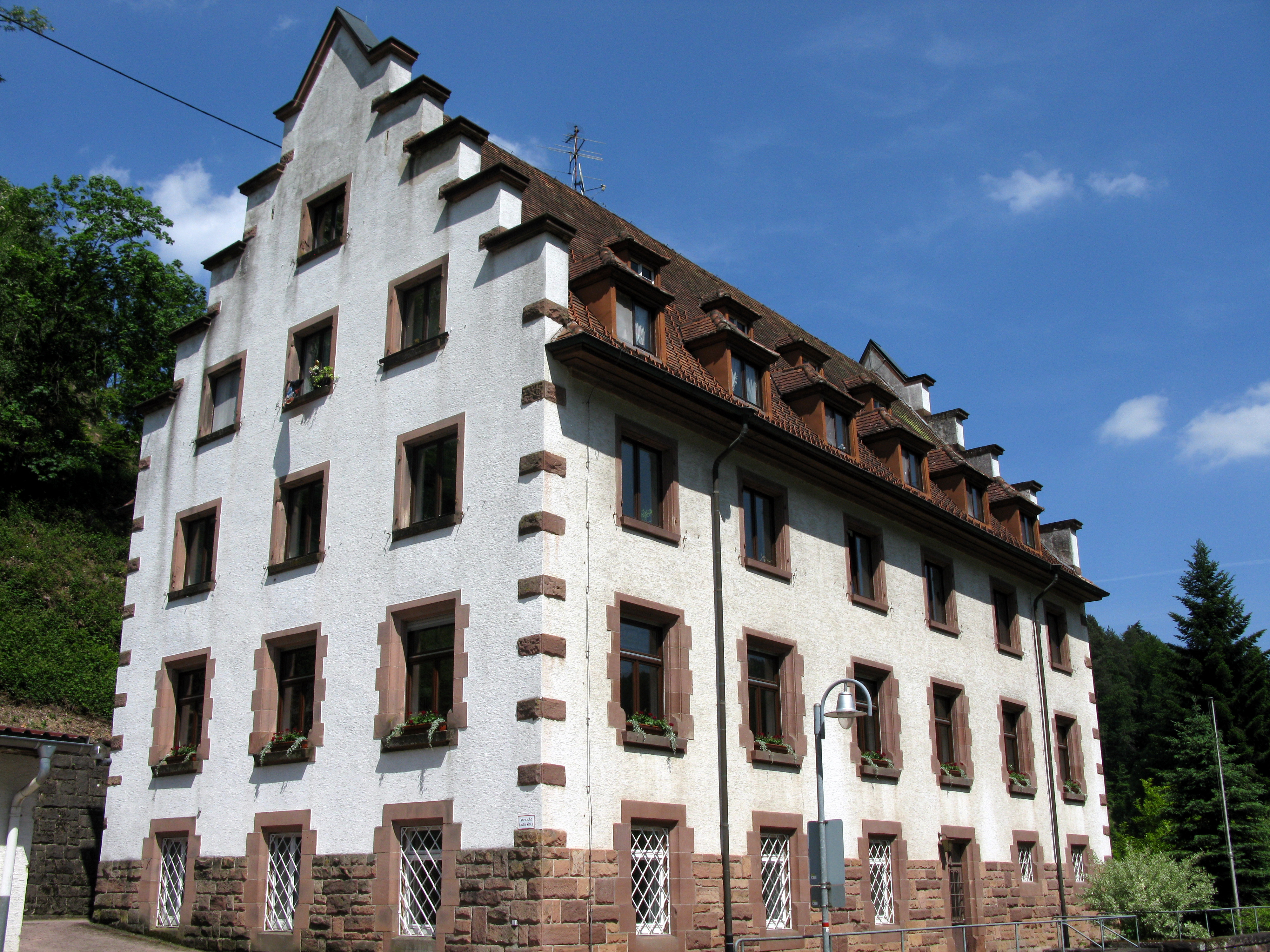
Rathaus von Freiamt im Weiler Sägplatz

### Gemeinderat
Der Gemeinderat in Freiamt hat 14 Mitglieder. Er besteht aus den gewählten ehrenamtlichen Gemeinderäten und der Bürgermeisterin als Vorsitzender. Die Bürgermeisterin ist im Gemeinderat stimmberechtigt.
Die Kommunalwahl am 9. Juni 2024 führte zu folgendem Ergebnis:
| Parteien und Wählergemeinschaften | Parteien und Wählergemeinschaften       | % 2024 | Sitze 2024 |      | % 2019 | Sitze 2019 | Kommunalwahl 2024 %50403020100 45,6 %31,7 %22,7 % FWCDUSPDGewinne und Verlusteim Vergleich zu 2019 %p 4 2 0 −2 −4−0,1 %p+2,2 %p−2,0 %pFWCDUSPD |
| FW                                | Freie Wählergemeinschaft                | 45,6   | 6          | 45,7 | 6      |            | Kommunalwahl 2024 %50403020100 45,6 %31,7 %22,7 % FWCDUSPDGewinne und Verlusteim Vergleich zu 2019 %p 4 2 0 −2 −4−0,1 %p+2,2 %p−2,0 %pFWCDUSPD |
| CDU                               | Christlich Demokratische Union          | 31,7   | 5          | 29,5 | 4      |            | Kommunalwahl 2024 %50403020100 45,6 %31,7 %22,7 % FWCDUSPDGewinne und Verlusteim Vergleich zu 2019 %p 4 2 0 −2 −4−0,1 %p+2,2 %p−2,0 %pFWCDUSPD |
| SPD                               | Sozialdemokratische Partei Deutschlands | 22,7   | 3          | 24,7 | 4      |            | Kommunalwahl 2024 %50403020100 45,6 %31,7 %22,7 % FWCDUSPDGewinne und Verlusteim Vergleich zu 2019 %p 4 2 0 −2 −4−0,1 %p+2,2 %p−2,0 %pFWCDUSPD |
| Gesamt                            | Gesamt                                  | 100    | 14         | 100  | 14     |            | Kommunalwahl 2024 %50403020100 45,6 %31,7 %22,7 % FWCDUSPDGewinne und Verlusteim Vergleich zu 2019 %p 4 2 0 −2 −4−0,1 %p+2,2 %p−2,0 %pFWCDUSPD |
| Wahlbeteiligung                   | Wahlbeteiligung                         | 72,7 % | 72,7 %     |      | 68,0 % | 68,0 %     | Kommunalwahl 2024 %50403020100 45,6 %31,7 %22,7 % FWCDUSPDGewinne und Verlusteim Vergleich zu 2019 %p 4 2 0 −2 −4−0,1 %p+2,2 %p−2,0 %pFWCDUSPD |

### Bürgermeister
Bürgermeister ist seit 2001 Hannelore Reinbold-Mench.

### Wappen

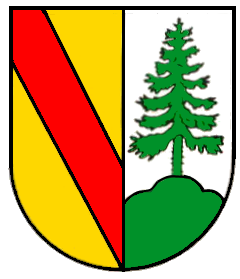
Altes Wappen Freiamt
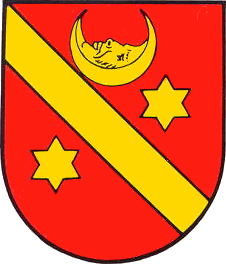
Wappen Ottoschwanden

Das aktuelle Wappen der Gemeinde vereint Elemente der Wappen von Alt-Freiamt und der ehemals selbständigen Gemeinde Ottoschwanden. In einem badischen Wappenschild – durch einen roten Schrägbalken geteiltes goldenes Feld als Zeichen langer Zugehörigkeit beider Orte zur Markgrafschaft Baden – findet sich im rechten unteren Feld die Tanne aus dem Wappen von Freiamt und links oben die Mondsichel sowie die beiden Sterne aus dem Ottoschwandener Wappen.

### Gemeindepartnerschaften
Die Gemeinde verbindet eine Partnerschaft mit der Gemeinde De Pinte in Belgien.

## Wirtschaft und Infrastruktur

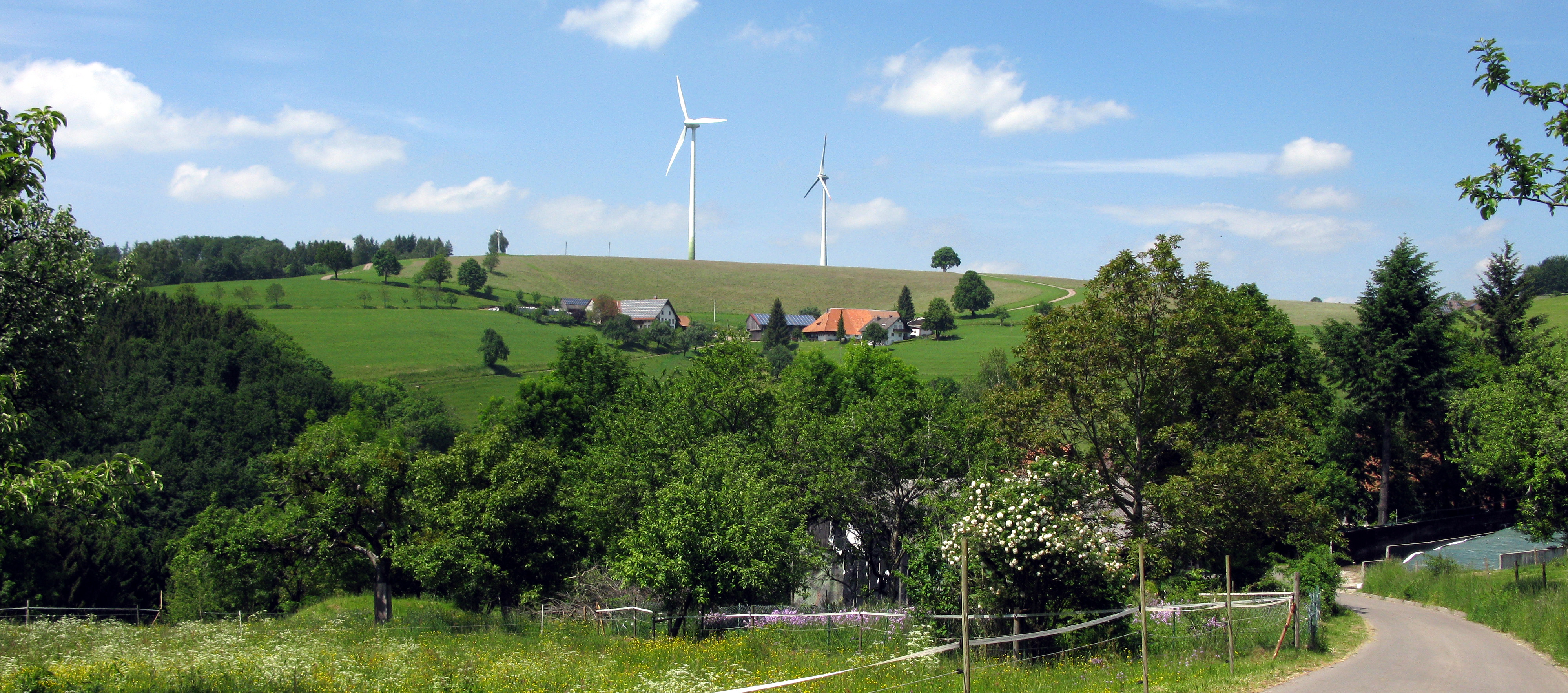
Windräder auf dem Schillinger Berg

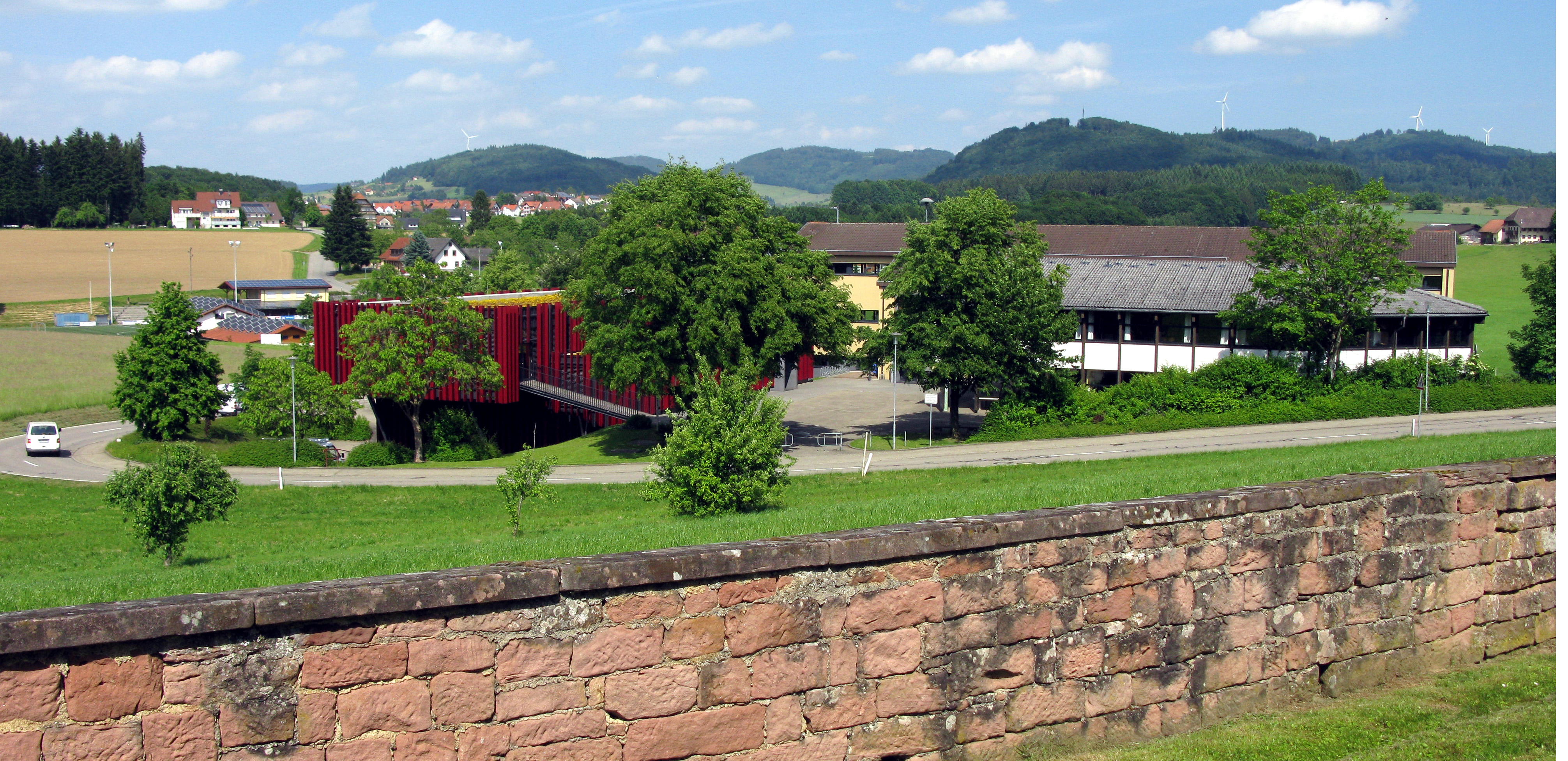
Schulzentrum von Freiamt

Neben dem Schwarzwaldtourismus prägen das Handwerk und vor allem Land- und Forstwirtschaft das Leben der Gemeinde. Freiamt versorgt sich als Bioenergiedorf selbst mit Energie aus erneuerbaren Quellen und exportiert darüber hinaus Strom.

### Bildung
Im Ortsteil Mußbach gibt es eine Grund- und Hauptschule, wobei der Grundschulzweig eine Außenstelle in Ottoschwanden besitzt.

## Kultur und Sehenswürdigkeiten

### Museen
Ein Heimatmuseum im Ortsteil Ottoschwanden stellt die Ortsgeschichte vor. Es ist u. a. in einem ehemaligen Leibgeding untergebracht, das vor seinem Umzug an den Freihof in Ottoschwanden im so genannten Vorhof stand, einem Gewann zwischen Rathaus und Reichenbach. Das „Bäule“ ist auch Kulisse eines Bauernmarktes am Freitag.
Außerdem befindet sich im Freihof ein privates Turmuhrenmuseum.

### Vereine
In Freiamt ist die Vereinsdichte groß.

#### Musik
Gesang- und Musikvereine gibt es in Keppenbach/Reichenbach, in Mußbach/Brettental und in Ottoschwanden. Die Gemeinde verfügt über jeweils drei Vereine, von denen die zum alten Freiamt gehörenden Organisationen zusammen auftreten (Chorgemeinschaft und Musikvereine „Harmonie“ und „Freundschaft“).

#### Sport
Bei den Sportvereinen sieht es ähnlich aus, wobei dort die Grenzen der alten Gemeinden Freiamt und Ottoschwanden durch eine Spielgemeinschaft zwischen dem Sportclub Freiamt 1959 e. V. und dem Sportverein Ottoschwanden 1960 e. V. bei den Fußballmannschaften verwischt sind.

#### Sonstiges
Auch einen Gewerbeverein mit insgesamt 51 Mitgliedern gibt es in Freiamt.

### Bauwerke

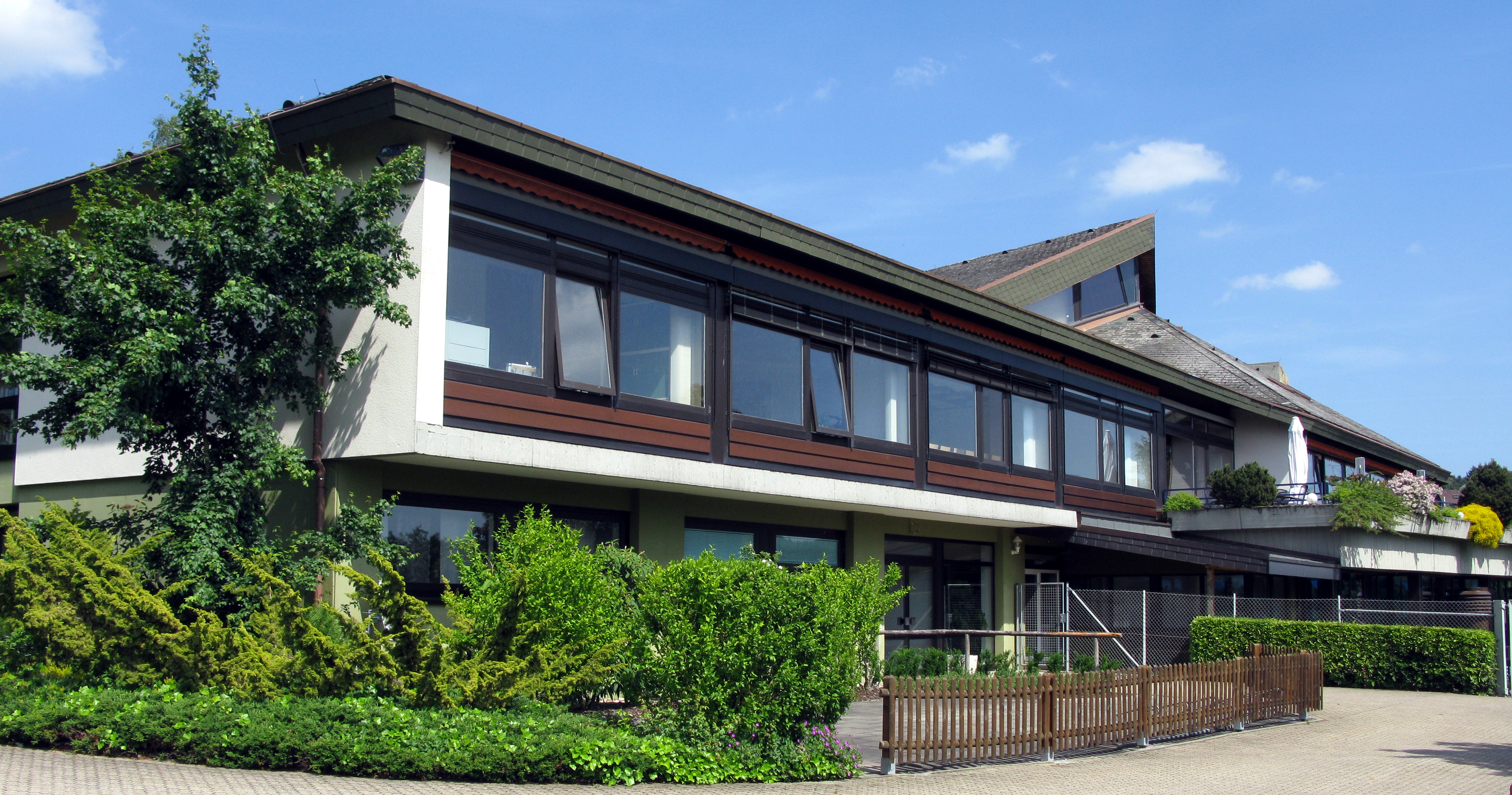
Das Kurhaus von Freiamt

- Die ehemalige Krankenkapelle des Klosters Tennenbach aus der Mitte des 13. Jahrhunderts, ist das einzige Überbleibsel der einst bedeutenden Zisterzienserabtei. Die romanische Klosterkirche wurde im 19. Jahrhundert nach Freiburg transloziert und dort, historistisch verändert, als Ludwigskirche wieder aufgebaut. 1944 zerstört.
- Am 2. Oktober 2004 wurde auf dem Hünersedel (744 m) im Ortsteil Brettental, dem höchsten Berg der Gemeinde, ein Aussichtsturm eröffnet. Der 29 Meter hohe Turm, der mithilfe privater Spendengelder (200.000 €) errichtet wurde, bietet einen Rundumblick über die Oberrheinische Tiefebene bis zu den Vogesen und über den Mittleren Schwarzwald bzw. die angrenzenden Täler (Schuttertal usw.).
- Das Kurhaus in Freiamt bietet neben einem Hallenbad einen Saal und ein Besprechungszimmer, in dem regionale Künstler im monatlichen Wechsel ihre Werke ausstellen. Außerdem hat dort die Kurverwaltung ihren Sitz.
- Die im 12. Jahrhundert möglicherweise zum Schutz der Silberbergwerke in Freiamt erbaute Burg Keppenbach befindet sich nordwestlich von Reichenbach über dem Brettenbachtal. Die Burg wird 1267 erstmals genannt, 1396 von den Freiburgern zerstört, um dem Raubrittertum ein Ende zu setzen. Wiederaufbau Anfang 15. Jahrhundert. Im Bauernkrieg 1525 wieder zerstört. Erhalten sind die Umfassungsmauer, ein Teil der Schildmauer, Mauern des Palas und eine Zisterne.

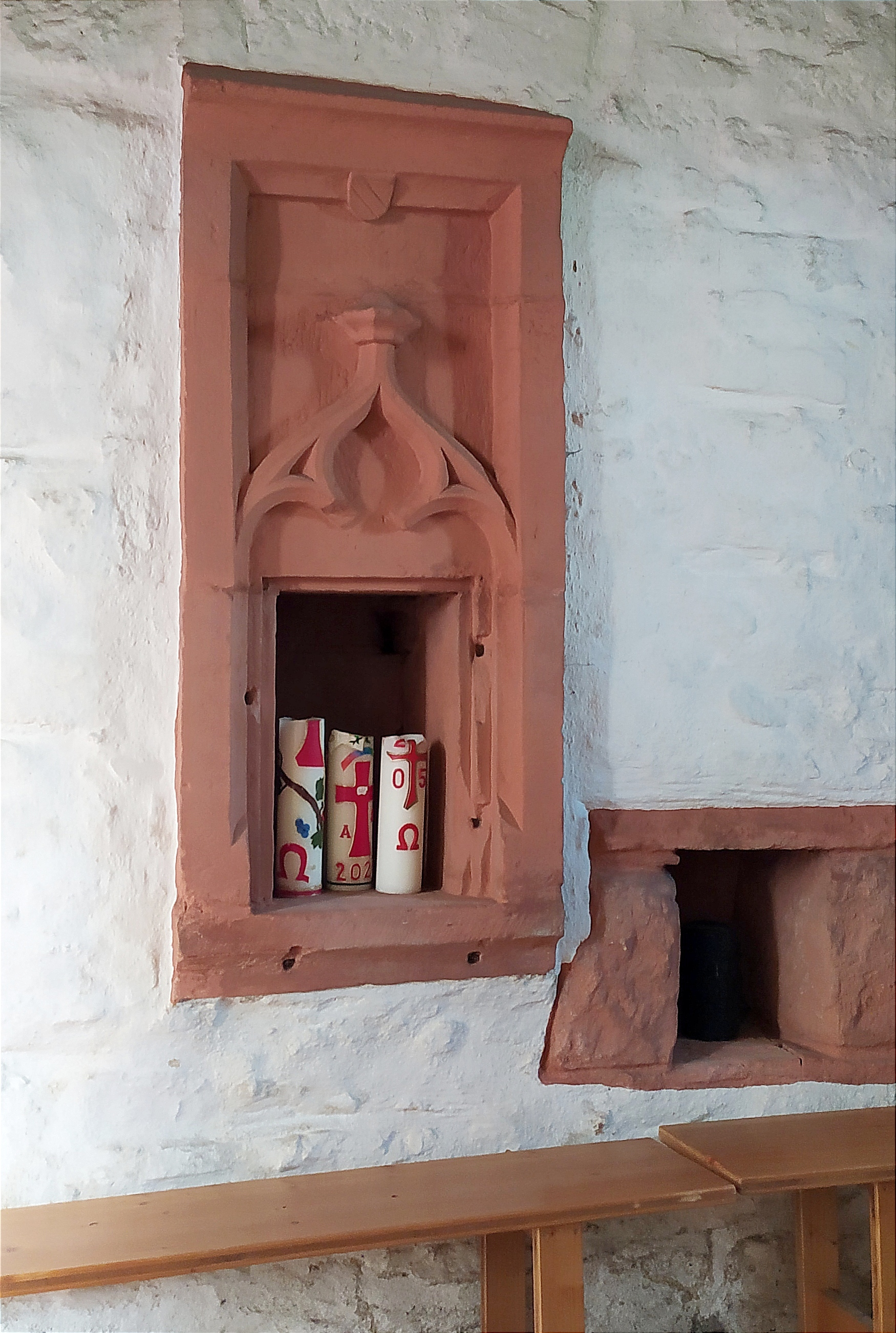
Spätgotischer Sakramentsschrein, daneben ? Abflussöffnung einer verschwundenen Piscina.

- Spätgotischer Sakramentsschrein , daneben ? Abflussöffnung einer verschwundenen Piscina.Die Kirche in Ottoschwanden (im Dörfle): Der Turm noch mittelalterlich mit gotischen Maßwerkfenstern (ein spätgotisches mit Fischblasenmaßwerk auf der Südseite, ein älteres auf der Ostseite), das Schiff aus dem 18. Jahrhundert. Im Erdgeschoss des  Turms, früher der Chorraum der Kirche, sind das mittelalterliche Gewölbe mit Resten von Malereien und ein spätgotischer Sakramentsschrein erhalten.

### Naturdenkmäler
Siehe: Liste der Naturdenkmale in Freiamt (Schwarzwald)
Das Naturschutzgebiet Kreuzmoos liegt zum Teil auf Freiämter Gemarkung.

### Regelmäßige Veranstaltungen
- In Freiamt findet seit 1999 jährlich Ende Juni die mit mehr als 4.000 Besuchern größte Beach-Party Südbadens statt, organisiert vom SC Freiamt. Von 2006 bis 2009 war auch eine „Miss-Beach-Party“-Wahl darin integriert.
- Der SC Freiamt organisiert jedes Jahr eine Sportwoche mit einem Fußballgrümpelturnier.
- Der Musikverein Freiamt organisiert im August oder September einen Herbsthock im Ortsteil Reichenbach.
- Die Landjugend Freiamt organisiert in den ungeraden Jahren ein viertägiges Landjugendfest.
- Am ersten Novembersamstag veranstalten die drei Freiämter Musikvereine ein Herbstkonzert im Kurhaussaal.
- Der Musikverein Ottoschwanden veranstaltet jährlich am 30. April und 1. Mai das Maifest auf dem „Rollberg“.

## Persönlichkeiten
Söhne und Töchter der Gemeinde:
- Émile Rupp (1872–1948), Organist; geboren in Ottoschwanden
- Gottlieb Reinbold (1892–1985), Landwirt und Politiker (BCSV, CDU); geboren in Ottoschwanden

Persönlichkeiten, die mit der Gemeinde in Verbindung stehen:
- Rolf Schweizer (1936–2016), Organist, Komponist und Kantor; wohnte in Freiamt
- Alfred Haas (* 1950), Politiker (CDU) und ehemaliges MdL; wuchs in Freiamt auf
- Heinrich Meier (* 1953), Philosoph; wuchs in Freiamt auf
- Dennis Bührer (* 1983), Fußballspieler und -trainer; wuchs in Freiamt-Ottoschwanden auf
- Heinrich Meier (1889–1941), Oberlehrer, hat wertvolle Fotodokumente über das Leben im Freiamt in der Zeit vor dem Zweiten Weltkrieg hinterlassen. (Eine Auswahl im Fotobildband Alt-Ottoschwanden, hrsg. von Fritz Meier, 1993 und 2009. )